# Xiphobelba barbata
Xiphobelba barbata är en kvalsterart som beskrevs av Talukdar och Chakrabarti 1984. Xiphobelba barbata ingår i släktet Xiphobelba och familjen Basilobelbidae. Inga underarter finns listade i Catalogue of Life.